# محمد برحال
محمد برحال (من مواليد 24 مايو 1979) هو لاعب رياضي جزائري برالمبي، يتنافس في ألعاب القوى البرالمبية في فئة T/F51.

## حياة مهنية
حطم محمد الرقم القياسي العالمي في فئة F51 ليصبح بطل الألعاب البارالمبية في لندن. ايضاً في بطولة العالم 2013 حطم رقمه القياسي العالمي عندما فاز بحدث مشترك F51–53 في رمي القرص.